# Kleinmotten (Gemeinde Gastern)
Kleinmotten (früher auch Motten) ist eine Ortschaft und eine Katastralgemeinde der Marktgemeinde Gastern im Bezirk Waidhofen an der Thaya im niederösterreichischen Waldviertel mit 106 Einwohnern (Stand 1. Jänner 2024). Bis Ende 1966 war Kleinmotten eine eigenständige Gemeinde.

## Geografie
Im nordwestlich von Gastern gelegenen Dorf wird neben Landwirtschaft auch verstärkt Fischzucht betrieben. Die zahlreichen Teiche entwässern in den Altbach. Zur Ortschaft zählen auch das Dorf Grünau im Süden sowie die Rotten Alm und Steinwand im Norden. Am 1. April 2020 umfasste die Ortschaft 85 Adressen.

## Geschichte
Für die mittelmäßig bestifteten Landbauern, die auch Kleinhäusler unter sich hatten, waren der Ackerbau und die Viehzucht wichtige Erwerbszweige, und ebenso war die Baumwollweberei nicht unbedeutend, schrieb Schweickhardt im 19. Jahrhundert. Auch die herrschaftlichen Teiche wurden schon damals erwähnt. Im Jahr 1822 wurde der Ort als Dorf mit 32 Häusern genannt, das nach Gastern eingepfarrt war, wohin auch die Kinder eingeschult wurden. Die Herrschaft Dobersberg besaß die Ortsobrigkeit, übte die Landgerichtsbarkeit aus, besorgte die Konskription und hatte die Grundherrschaft inne.
Laut Adressbuch von Österreich waren im Jahr 1938 in der Ortsgemeinde Kleinmotten einige Landwirte ansässig. Zudem gab es ein Elektrizitätswerk, eine Mühle und einen Steinbruch.
Im Rahmen der Niederösterreichischen Kommunalstrukturverbesserung trat die damalige Ortsgemeinde Kleinmotten per 1. Jänner 1967 der Marktgemeinde Gastern bei.